# Точка безубыточности
Точка безубыточности (критическая точка, CVP-точка) (англ. break-even point) — объём производства и реализации продукции, при котором расходы будут компенсированы доходами, а при производстве и реализации каждой последующей единицы продукции предприятие начинает получать прибыль. Точку безубыточности можно определить в единицах продукции, в денежном выражении или с учётом ожидаемого размера прибыли.
Не путать с точкой окупаемости (проекта). Она рассчитывается для определения времени, когда доходы от проекта превысят затраты на него потраченные, это та же точка безубыточности, только измеряется не в штуках, а в месяцах и годах.

## Определение
Согласно К.Р. Макконнеллу и С.Л. Брю точка безубыточности — объём продукции предприятия, при которой общая сумма издержек и общая сумма выручки равны, и предприятие не получает прибыли и не несёт убытков.
Точка безубыточности в денежном выражении имеет следующую формулу:
{\displaystyle BEP={\frac {TFC}{\frac {C}{P}}}={\frac {TFC}{\frac {(P-AVC)}{P}}}} , где
BEP (англ. break-even point) — точка безубыточности,
TFC (англ. total fixed costs) — величина условно-постоянных издержек,
AVC (англ. unit average variable costs) — величина условно-переменных издержек на единицу продукции,
P (англ. unit sale price) — стоимость единицы продукции (реализация),
C (англ. unit contribution margin) — прибыль с единицы продукции без учёта доли постоянных издержек (разница между стоимостью продукции (P) и переменными издержками на единицу продукции (AVC)).
Можно заметить, что выражение {\displaystyle {\frac {C}{P}}} численно равно отношению валовой маржи к выручке.
Точка безубыточности в единицах продукции — такое минимальное количество продукции, при котором доход от реализации этой продукции полностью перекрывает все издержки на её производство:
{\displaystyle BEP={\frac {TFC}{C}}={\frac {TFC}{P-AVC}}}.